# William Hyde Wollaston
William Hyde Wollaston, PRS, angleški kemik in fizik, * 6. avgust 1766, † 22. december 1828.
Wollaston je najbolj znan po odkritju dveh kemičnih elementov (paladij, rodij) in po iznajdbi postopka za obdelavo platine v rudni obliki.
Po njem so poimenovali: Wollastonovo medaljo, wollastonit (mineral), Jezero Wollaston in lunin krater.
Bil je tudi tajnik Kraljeve družbe (1804-16) in nekaj časa tudi predsednik Kraljeve družbe (1820).